# Abbaye de Glastonbury
L'abbaye de Glastonbury, située à Glastonbury en Angleterre, dans le Somerset, prétend être la plus ancienne église hors sol (par opposition aux cryptes et autres catacombes) au monde, datant l'établissement de la communauté de moines en 63, au moment de la visite légendaire de Joseph d'Arimathie, qui y aurait apporté le Saint-Graal et aurait planté l'aubépine de Glastonbury, arbrisseau fleurissant à Noël et en mai. Si ces faits apparaissent aujourd'hui peu vraisemblables, l'abbaye n'en conserve pas moins un intérêt certain, grâce à ses ruines et à sa riche histoire.

## Histoire
Au début du VIIIe siècle, le roi Ine de Wessex décida de doter de plus de moyens une communauté de moines déjà établie à Glastonbury. Il aurait ordonné qu'une église en pierre soit construite en 712, église dont on peut toujours observer les fondations à l'extrémité ouest de la nef. Glastonbury fut ravagée par les Vikings au IXe siècle. À cette époque, Neot, un ancien soldat qui y est sacristain, décide de partir fonder sa propre communauté à Somerset. L'église abbatiale est agrandie au cours du Xe siècle par l'abbé de Glastonbury, saint Dunstan, figure centrale du renouveau de la vie monastique anglaise à cette époque, qui introduit la Règle bénédictine. Dunstan devient archevêque de Canterbury en 960. Il fait également bâtir de nouveaux cloîtres. En 967, le roi Edmond Ier d'Angleterre est inhumé à Glastonbury. En 1016, Edmond II d'Angleterre, surnommé « Côte-de-Fer » (en raison de la résistance qu'il opposa à l'invasion menée par le roi danois Knud Ier le Grand) et qui s'était retiré dans l'Ouest du pays en tant que « roi de Wessex », y est également enterré.
Au moment de la conquête normande de 1066, Glastonbury est à son apogée. Le nouvel abbé normand, Thurstin, fait construire un nouveau sanctuaire à l'est de l'ancienne église saxonne et à l'écart de l'ancien cimetière, décalant de ce fait l'emplacement sanctifié. Parmi ces Normands nouvellement arrivés, tous n'avaient pas les qualités que l'on pouvait attendre de chefs de communauté religieuse : ainsi, en 1077, Thurstin fut écarté après que ses gardes eurent tué des moines aux pieds de l'autel principal. En 1086, alors que le Domesday Book est établi, l'abbaye de Glastonbury figure comme le plus riche monastère de tout le pays. L'abbé Henri de Blois commande une histoire de Glastonbury aux environs de 1125 au chroniqueur Guillaume de Malmesbury, dont le De Antiquitate Glastoniensis Ecclesiae représente une source de première main pour toute recherche sur les premiers siècles de l'abbaye, bien que l'ouvrage ait également inspiré un certain nombre de légendes pour le moins étranges. On estime aujourd'hui que ces légendes ont avant tout servi à attirer des pèlerins qui ont soutenu la réputation de l'abbaye et ont donc contribué à son entretien.
En 1184, un grave incendie ravage les bâtiments du monastère. Il a été démontré qu'au XIIe siècle, la nef en ruine a été rénovée de sorte que les offices religieux puissent y avoir lieu pendant que la construction de la nouvelle église abbatiale avait lieu. Le nombre de pèlerins diminue alors fortement, mais la découverte dans le cimetière des tombes du roi Arthur et de la reine Guenièvre donne un nouvel attrait à l'abbaye. D'après le chroniqueur Giraud de Barri, l'abbé Henry de Sully avait demandé que l'on fasse des recherches qui auraient permis de découvrir, à une profondeur d'à peu près cinq mètres, un tronc de chêne massif contenant deux squelettes. Toujours d'après Giraud de Cambrie, une croix de plomb portant l'inscription Hic jacet sepultus inclitus rex Arthurus in insula Avalonia (« Ici repose le célèbre roi Arthur sur l'île d'Avalon ») est retrouvée à proximité de la sépulture.
Cinq ans plus tard, en 1197, l'évêque Savaric FitzGeldewin (en) de Bath persuade le pape Célestin III d'inclure l'abbaye de Glastonbury dans son diocèse. Il y transfère alors officiellement son siège épiscopal, mais les moines n'acceptent pas leur nouvel évêque et celui-ci est tenu à l'écart de l'abbaye. Les évêques suivants gardent le titre d'évêque de Bath et Glastonbury jusqu'à ce qu'ils renoncent finalement à leur charge de Glastonbury en 1219. Les offices ont lieu dans la nouvelle église abbatiale, consacrée de nouveau, à partir du 25 décembre 1213, apparemment un peu avant que l'édifice ne soit complètement terminé. En 1278, le roi Édouard Ier et la reine Eléonore assistent à la cérémonie grandiose au cours de laquelle les restes du roi Arthur sont remis en terre, cette fois au pied du grand autel.

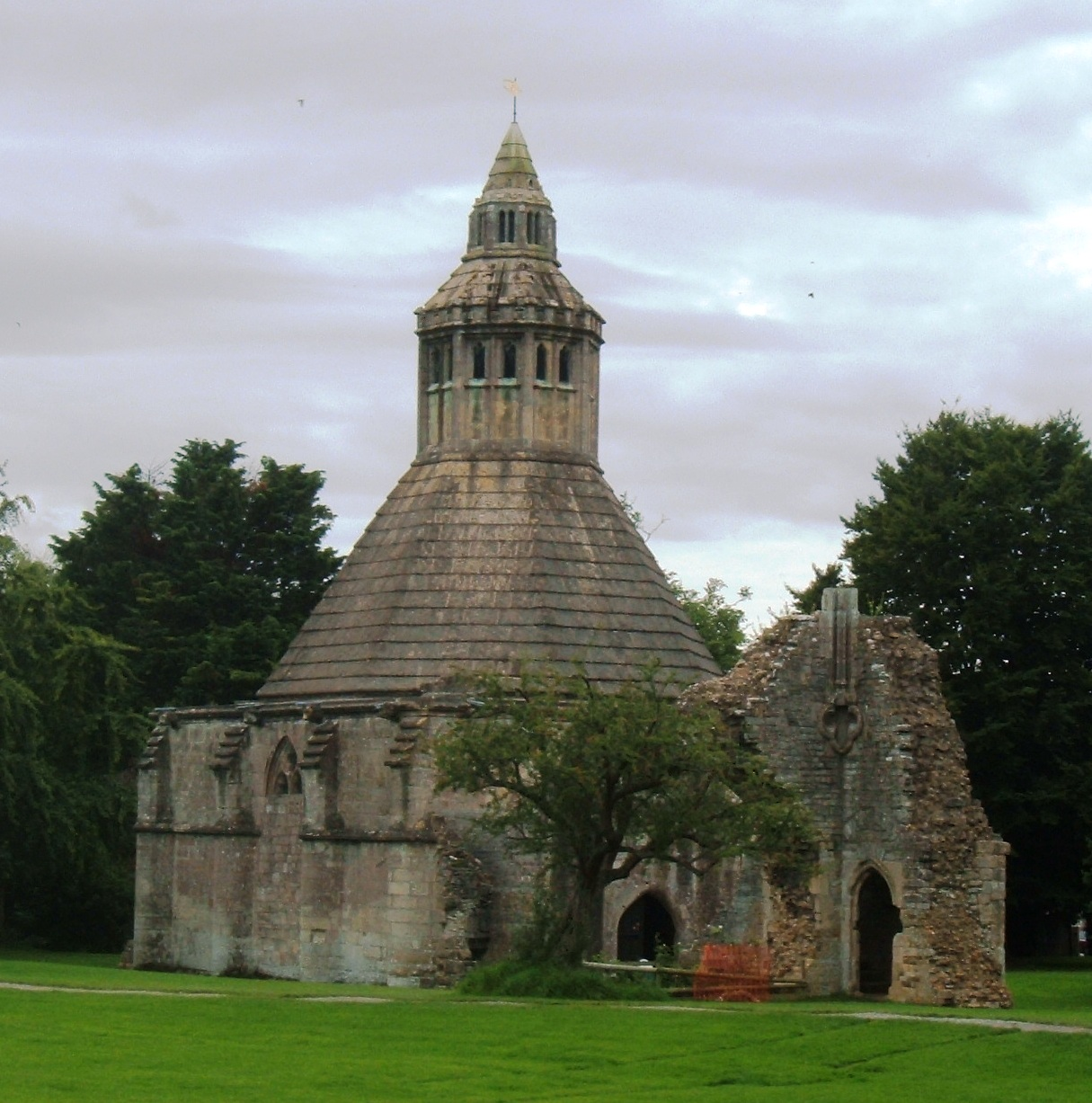
Les cuisines.

Au XIVe siècle, seule l'abbaye de Westminster est plus richement dotée et plus fréquentée que Glastonbury. L'abbé de Glastonbury garde un statut et un niveau de vie élevés, dont témoignent encore aujourd'hui les ruines de la cuisine de l'abbaye, équipée d'un grand fourneau à chaque coin. La cuisine faisait partie de la magnifique maison de l'abbé, dont la construction avait commencé sous l'abbé John de Breynton (1334-1342). Les conditions de vie en Angleterre durant la guerre des Deux-Roses devenant précaires, un mur d'enceinte est construit protégeant le domaine abbatial. Les fouilles archéologiques ont révélé un appartement particulier érigé au sud de la maison abbatiale à l'occasion de la venue du roi Henri VII, qui rendait visite à l'abbé comme à n'importe quel autre grand propriétaire terrien.
Au début de la dissolution des monastères en 1536, il y a plus de 800 monastères et couvents en Angleterre. En 1541, il n'en reste plus aucun. Plus de 10 000 moines et moniales ont été dispersés, et les bâtiments ont été saisis par la couronne pour être vendus ou loués à de nouveaux occupants. Glastonbury représente une fois de plus la poule aux œufs d'or. En septembre 1539, l'abbaye se voit dépouillée de ses biens ; l'abbé Richard Whiting (en), qui avait été l'un des signataires de l'acte de suprématie rendant Henri VIII chef de l'église, résiste, avant d'être pendu comme traître sur le Glastonbury Tor.
Deux générations plus tard, Glastonbury pourrait bien avoir inspiré William Shakespeare, qui évoque dans l'un de ses sonnets ces « chœurs nus en ruines où, à la tombée du soir, chantaient doucement les oiseaux ».

## Bibliothèque
La bibliothèque de l'abbaye a été décrite par John Leland, le libraire du roi Henri VIII comme contenant des copies uniques et anciennes d'histoires anglaises ainsi que des documents chrétiens de la première heure. Il semblerait qu'elle ait souffert durant l'incendie de 1184, mais qu'elle contenait encore une remarquable collection jusqu'en 1539, date à laquelle les œuvres furent dispersées durant la dissolution des monastères. L'historien James Carley a retrouvé la trace de certains manuscrits de Glastonbury.

## L'aubépine de Glastonbury
Un spécimen de Crataegus monogyna (aubépine à un style, ou aubépine monogyne) trouvé à Glastonbury, mentionné pour la première fois dans un écrit anonyme du début du XVIe siècle Lyfe of Joseph of Arimathea (la vie de Joseph d'Arimathie), avait ceci d'inhabituel qu'il fleurissait deux fois par an, une fois comme à la normale au printemps (sur l'ancien bois), et une autre fois en hiver (sur le nouveau bois arrivé à maturité). Cette floraison de l'aubépine de Glastonbury dans un temps doux juste après le milieu de l'hiver était considérée comme miraculeuse.
À l'époque de l'adoption du calendrier grégorien révisé en Grande-Bretagne en 1752, le Gentleman's Magazine rapporta que des curieux allèrent vérifier si l'aubépine de Glastonbury conservait son rythme sur le calendrier julien ou adoptait le nouveau calendrier:
« Glastonbury. — Un nombre important de personnes alla observer l'aubépine le jour de Noël, nouveau calendrier ; mais à leur grande déception il n'y eut aucune floraison, alors qu'ils se trouvaient autour du 5 janvier, le jour de Noël de l'ancien calendrier, quand les fleurs apparaissaient normalement. »
— Gentleman's Magazine, janvier 1753
Cet arbre a été largement diffusé au moyen de greffes diverses, avec le cultivar appelé 'Biflora' ou 'Praecox'.  Une preuve assez ancienne de ceci a été donné par Mr Eyston dans History and Antiquities of Glastonbury, (Histoire et Antiquités de Glastonbury) en 1722 : « il y a une personne à Glastonbury qui en possède une pépinière et qui, selon ce que Mr. Paschal en apprit, vend les greffons pour une couronne chaque ou contre ce qu'il peut obtenir. »
thebookofdays.com. L'actuelle « aubépine sainte » de l'église de St John à Glastonbury provient d'une greffe locale, comme beaucoup d'autres dans le voisinage.
La véritable aubépine de Glastonbury fut abattue et brûlée (au titre de relique provenant d'une superstition) par les troupes de Oliver Cromwell durant la première révolution anglaise (en anglais English Civil War), copiant l'élan inconscient, joyeux et triomphal d'abattage et de destruction de tous les arbres sacrés décrété par les chrétiens au IVe siècle à travers l'Europe, de Dodone en Grèce jusqu'en Angleterre.
La coutume d'envoyer une branche bourgeonnée de l'aubépine de Glastonbury à la reine au moment de Noël a été lancée par James Montague, évêque de Bath et Wells, qui envoya donc une branche à Anne de Danemark, l'épouse du roi Jacques Ier d'Angleterre.
Un germe d'aubépine venant de l'arbre saint de Glastonbury était envoyé au souverain au moment de Noël par le vicaire et maire de Glastonbury. Mais l'arbre mourut en juin 1991, et fut coupé le mois de février suivant. Cependant, de nombreuses greffes ont pu être réalisées avant cette coupe. L'aubépine d'avant 1991 dans les terres de l'abbaye de Glastonbury passe pour avoir été une greffe venant de l'aubépine qui fut plantée en secret après que l'originale fut détruite. Maintenant, seuls des arbres venant de greffes originales subsistent, et ceux-ci bourgeonnent deux fois par an, en mai et à Noël. Les fleurs venant des bourgeons de Noël sont d'habitude plus petites que celles de mai et ne produisent pas de fruits. Il est également à noter que les plantes venant des fruits ne gardent pas les caractéristiques de la plante originale.
Beaucoup ont essayé de reproduire l'aubépine de Glastonbury, crataegus monogyna biflora (ou crataegus oxyacantha praecox), par le biais de graines ou de greffes, mais toutes les tentatives récentes n'ont abouti qu'au type normal d'aubépine, à savoir avec une seule floraison au printemps.
Le grand arbre présent dans le cimetière autour de l'église existe depuis 80 ans. Il a été planté par Mr George Chislett, alors jardinier en chef de l'abbaye de Glastonbury. Il apprit également à greffer l'aubépine sainte sur des racines de prunier, et donc comment parvenir à préserver la « miraculeuse » floraison de Noël. Son fils Wilf envoya des aubépines saintes à travers le monde, notamment à Washington, au Canada, en Nouvelle-Zélande et en Australie.
Par chance, les arbres survivent des greffes précédentes pour perpétuer ainsi la légende de Glastonbury, parmi lesquels deux aubépines saintes sur les terres de St John's. Ces dernières années le bourgeon envoyé à la reine provient de l'une d'entre elles. Au moment de la floraison, les pupilles de l'école St John's se rassemblent autour de l'arbre du cimetière. Ils chantent alors des contes, dont un spécialement écrit pour l'occasion, et le plus âgé des enfants a le privilège de couper la branche de l'aubépine de Glastonbury avant que celle-ci ne soit envoyée à Londres et présentée à sa majesté la reine.
En 1965 la reine fit ériger une croix de bois à Glastonbury avec l'inscription suivante : « La croix. Symbole de notre foi. Le cadeau de la reine Elizabeth II désigne un sanctuaire chrétien si ancien que seule la légende peut en définir l'origine ».

## L'abbaye aujourd'hui

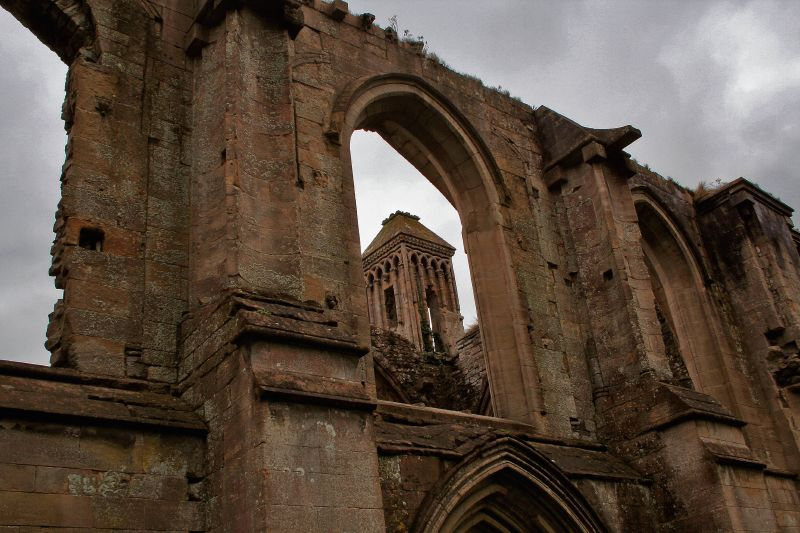
Ruines.

Les ruines de l'abbaye de Glastonbury ont été achetées par le diocèse de Bath et Wells en 1908. Ces ruines sont maintenant la propriété de l'Église anglicane.
Un pèlerinage vers les ruines de l'abbaye a été initié par quelques églises locales en 1924. Celui-ci continue d'être tenu aux deuxièmes samedi et dimanche de juillet, et attire maintenant des visiteurs de toute l'Europe occidentale. Les offices sont célébrés dans les cultes anglican, catholique et orthodoxe.